# Tanner Beason
James Tanner Beason (* 23. März 1997 in Winston-Salem, North Carolina) ist ein US-amerikanischer Fußballspieler, der meist als Abwehrspieler eingesetzt wird. Er steht derzeit bei den San José Earthquakes unter Vertrag.

## Karriere

### Jugend und Amateurfußball
Beason spielte als Teil der US. Soccer Development Academy bei North Carolina Fusion, bevor er dann an die Stanford University wechselte, um dort neben seinem Studium für die Stanford Cardinals zu spielen. Beason spielte 4 Saisons lang für die Stanford Cardinals und erzielte dabei in 81 Spielen, 20 Tore und 11 Assists. Mit dem Team wurde er 3 Mal NCAA National Champion (2015, 2016, 2017) und wurde dabei zweimal ins First Team All-American (2018, 2019), zweimal ins First Team All-Pac-12 (2017, 2018), und 2018 zum Pac-12 Player of the Year gewählt.
Während seiner Zeit am College spielte er außerdem noch in der USL League Two für North Carolina Fusion im Jahr 2016 und für San Francisco City in den Jahren 2018 und 2019.

### Vereinskarriere
Am 30. Dezember 2019, unterzeichnete Beason einen Vertrag mit MLS um daraufhin am MLS Super Draft 2020 teilzunehmen. Am 9. Januar 2020 wurde Beason als zwölfter Pick in dem Draft von den San José Earthquakes ausgewählt. Sein Debüt für die Earthquakes gab Beason am 29. August 2020 bei der 3:2-Niederlage gegen LA Galaxy.
Am 25. Januar 2024 einigten sich die San Jose Earthquakes und Beason auf eine Vertragsverlängerung bis zum Ende der Saison 2024, mit der Option den Vertrag um eine weitere Saison zu verlängern.